# Zabrachia parva
Zabrachia parva är en tvåvingeart som beskrevs av Kraft och Cook 1961. Zabrachia parva ingår i släktet Zabrachia och familjen vapenflugor. Inga underarter finns listade i Catalogue of Life.